# Беларусь на зимних Олимпийских играх 2022
Беларусь на Зимних Олимпийских играх 2022 года была представлена 29 спортсменами в 6 видах спорта. Знаменосцами сборной на церемонии открытия стали конькобежцы Анна Нифонтова и Игнат Головатюк. На церемонии закрытия флаг Белоруссии пронёс Игнат Головатюк.

## Медали
| Серебро |                 |                                         |            |
| №       | Спортсмены      | Вид спорта (дисциплина)                 | Дата       |
| 1       | Антон Смольский | Биатлон (индивидуальная гонка, мужчины) | 8 февраля  |
| 2       | Анна Гуськова   | Фристайл (акробатика, женщины)          | 14 февраля |

## Состав сборной
17 января 2022 года Исполком НОК утвердил состав спортивной делегации на Игры.
 Биатлон
1. Динара Алимбекова
2. Елена Кручинкина
3. Ирина Лещенко
4. Алина Пильчук
5. Анна Сола
6. Максим Воробей
7. Роман Елётнов
8. Дмитрий Лазовский
9. Никита Лобастов
10. Антон Смольский

 Горнолыжный спорт
1. Мария Шканова

 Конькобежный спорт
1. Игнат Головатюк
2. Евгения Воробьёва
3. Марина Зуева
4. Анна Нифонтова
5. Екатерина Слоева

 Лыжные гонки
1. Александр Воронов
2. Егор Шпунтов
3. Анастасия Кириллова
4. Анна Королёва

 Фигурное катание
1. Константин Милюков
2. Виктория Сафонова

 Фристайл
1. Станислав Гладченко
2. Максим Густик
3. Павел Дик
4. Макар Митрофанов
5. Анна Гуськова
6. Анастасия Адриянова
7. Анна Деруго

## Результаты соревнований

### Биатлон
Большинство олимпийских лицензий на Игры 2022 года были распределены на основании комбинации лучших результатов выступления стран в зачёт Кубка наций в рамках Кубка мира 2020/2021 и Кубка мира 2021/2022. Результаты трёх лучших спортсменов от страны в шести спринтах, одной индивидуальной гонке, а также трёх эстафетах, одной смешанной эстафеты и одной одиночной смешанной эстафеты складываются, в результате чего сформировался рейтинг стран. По его результатам мужская сборная заняла 7-е место, а женская сборная 5-е место, получив право заявить на Игры по 5 спортсменов каждого пола. При этом в одной дисциплине страна может выставить не более четырёх биатлонистов.
Мужчины
| Соревнование         | Спортсмены                                                       | Стрельба                             | Время                                         | Место | Отставание |
| -------------------- | ---------------------------------------------------------------- | ------------------------------------ | --------------------------------------------- | ----- | ---------- |
| индивидуальная гонка | Антон Смольский                                                  | 0+0+0+0                              | 49:02.2                                       | 2     | +14.8      |
| индивидуальная гонка | Дмитрий Лазовский                                                | 3+0+1+0                              | 55:26.4                                       | 58    | +6:39.0    |
| индивидуальная гонка | Никита Лобастов                                                  | 1+2+0+1                              | 54:29.7                                       | 47    | +5:42.3    |
| индивидуальная гонка | Максим Воробей                                                   | 1+3+2+2                              | 58:59.5                                       | 86    | +10:12.1   |
| гонка преследования  | Антон Смольский                                                  | 1+3+1+1                              | 42:48.2                                       | 45    | +6:34.5    |
| гонка преследования  | Никита Лобастов                                                  | 3+0+1+2                              | 45:42.0                                       | 14    | +3:40.7    |
| спринт               | Антон Смольский                                                  | 0+1                                  | 25:12.9                                       | 10    | +1:12.5    |
| спринт               | Дмитрий Лазовский                                                | 0+3                                  | 27:22.9                                       | 78    | +3:22.5    |
| спринт               | Никита Лобастов                                                  | 2+2                                  | 26:47.0                                       | 57    | +2:46.6    |
| спринт               | Максим Воробей                                                   | 3+1                                  | 27:10.4                                       | 71    | +3:10.0    |
| масс-старт           | Антон Смольский                                                  | 1+1+0+2                              | 41:22.3                                       | 17    | +3:07.9    |
| эстафета 4×7,5 км    | Никита Лобастов Дмитрий Лазовский Максим Воробей Антон Смольский | 2+11 0+2 0+1 0+0 0+2 0+0 2+3 0+3 0+0 | 1:21:49,2 19:41,8 40:25,7 1:01:39,5 1:21:49,2 | 8 3 8 |            |

Женщины
| Соревнование         | Спортсмены                                                 | Стрельба                             | Время                                       | Место       | Отставание                            |
| -------------------- | ---------------------------------------------------------- | ------------------------------------ | ------------------------------------------- | ----------- | ------------------------------------- |
| индивидуальная гонка | Динара Алимбекова                                          | 0+0+0+1                              | 44:44.4                                     | 5           | +31.7                                 |
| индивидуальная гонка | Анна Сола                                                  | 3+2+1+1                              | 50:35.9                                     | 54          | +6:23.2                               |
| индивидуальная гонка | Ирина Лещенко                                              | 1+1+1+1                              | 49:10.3                                     | 41          | +4:57.6                               |
| индивидуальная гонка | Елена Кручинкина                                           | 0+3+0+1                              | 49:56.8                                     | 48          | +5:44.1                               |
| гонка преследования  | Динара Алимбекова                                          | 0+0+3+0                              | 38:13.7                                     | 19          | +3:26.8                               |
| гонка преследования  | Анна Сола                                                  | 1+1+1+0                              | 36:45.8                                     | 4           | +1:58.9                               |
| гонка преследования  | Ирина Лещенко                                              | 0+0+0+2                              | 38:16.9                                     | 20          | +3:30.0                               |
| спринт               | Динара Алимбекова                                          | 0+1                                  | 22:12.8                                     | 15          | +1:28.5                               |
| спринт               | Анна Сола                                                  | 1+3                                  | 22:36.4                                     | 26          | +1:52.1                               |
| спринт               | Ирина Лещенко                                              | 2+1                                  | 23:32.5                                     | 60          | +2:48.2                               |
| спринт               | Елена Кручинкина                                           | 1+3                                  | 24:10.1                                     | 70          | +3:25.8                               |
| масс-старт           | Анна Сола                                                  | 2+2+1+3                              | 41:57.2                                     | 12          | +1:39.2                               |
|                      | Динара Алимбекова                                          | 1+1+2+2                              | 42:19.2                                     | 10          | +2:01.2                               |
| эстафета 4×6 км      | Ирина Лещенко Динара Алимбекова Елена Кручинкина Анна Сола | 5+16 0+0 0+2 0+0 1+3 0+3 3+3 0+2 1+3 | 1:16:34,4 17:51,9 36:51,8 57:39,5 1:16:34,4 | 13 11 14 13 | +5:30,5 +27,5 +2:08,0 +4:30,3 +1:14,6 |

Смешанная эстафета
| Соревнование       | Спортсмены                                                  | Стрельба                             | Время                                     | Место | Отставание                        |
| ------------------ | ----------------------------------------------------------- | ------------------------------------ | ----------------------------------------- | ----- | --------------------------------- |
| смешанная эстафета | Динара Алимбекова Анна Сола Никита Лобастов Антон Смольский | 2+14 0+1 0+1 0+3 2+3 0+0 0+2 0+2 0+2 | 1:08:00,2 17:49,8 19:05,0 15:32,8 15:32,6 | 6 3 6 | +1:14,6 +31,2 +53,4 +47,2 +1:14,6 |

### Коньковые виды спорта

#### Конькобежный спорт
Квалификация на Игры происходила по итогам первых четырёх этапов Кубка мира. По их результатам был сформирован сводный квалификационный список, согласно которому сборная Белоруссии стала обладателем 10 олимпийских лицензий.
Мужчины
Индивидуальные гонки
| Соревнование | Спортсмены      | Результат | Место | Отставание |
| ------------ | --------------- | --------- | ----- | ---------- |
| 500 метров   | Игнат Головатюк | 37.05     | 30    | +2.73      |
| 1000 метров  | Игнат Головатюк | 1:08.63   | 6     | +0.71      |

#### Масс-старт
| Соревнование | Спортсмены      | Полуфинал | Полуфинал | Полуфинал | Полуфинал | Полуфинал | Финал                | Финал                | Финал                | Финал                |
| Соревнование | Спортсмены      | Забег     | Круги     | Очки      | Время     | Место     | Круги                | Очки                 | Время                | Место                |
| ------------ | --------------- | --------- | --------- | --------- | --------- | --------- | -------------------- | -------------------- | -------------------- | -------------------- |
| масс-старт   | Игнат Головатюк | 2         | 16        | -         | 7:53.59   | 13        | Завершил выступление | Завершил выступление | Завершил выступление | Завершил выступление |

Женщины
Индивидуальные гонки
| Соревнование | Спортсмены       | Результат | Место | Отставание |
| ------------ | ---------------- | --------- | ----- | ---------- |
| 500 метров   | Анна Нифантова   | 38.30     | 19    | +1.26      |
| 1000 метров  | Екатерина Слоева | 1:16.83   | 21    | +3.64      |
| 1000 метров  | Анна Нифантова   | DNS       | DNS   | DNS        |
| 1500 метров  | Екатерина Слоева | 1:58,41   | 16    | +5,13      |
| 1500 метров  | Марина Зуева     | 1:59,82   | 23    | +6,54      |
| 3000 метров  | Марина Зуева     | 4:08,70   | 16    | +11,7      |
| 5000 метров  | Марина Зуева     | 7:02.91   | 9     | +19.40     |

| Соревнование | Спортсмены        | Полуфинал | Полуфинал | Полуфинал | Полуфинал | Полуфинал | Финал                 | Финал                 | Финал                 | Финал                 |
| Соревнование | Спортсмены        | Забег     | Круги     | Очки      | Время     | Место     | Круги                 | Очки                  | Время                 | Место                 |
| ------------ | ----------------- | --------- | --------- | --------- | --------- | --------- | --------------------- | --------------------- | --------------------- | --------------------- |
| масс-старт   | Марина Зуева      | 1         | 16        | 2         | 8:31.54   | 8 Q       | 16                    | 4                     | 8:20.10               | 7                     |
| масс-старт   | Евгения Воробьёва | 2         | 16        | 2         | 8:43.65   | 9         | завершила выступление | завершила выступление | завершила выступление | завершила выступление |

Командная гонка
| Соревнование    | Спортсмены                                      | Четвертьфинал 3    | Полуфинал             | Финал D            | Итоговое Место |
| Соревнование    | Спортсмены                                      | Соперник Результат | Соперник Результат    | Соперник Результат | Итоговое Место |
| --------------- | ----------------------------------------------- | ------------------ | --------------------- | ------------------ | -------------- |
| Командная гонка | Марина Зуева Екатерина Слоева Евгения Воробьёва | Канада П +8,03     | Завершили выступление | Малый              | 6              |
| Командная гонка | Марина Зуева Екатерина Слоева Евгения Воробьёва | Канада П +8,03     | Завершили выступление | ПольшаВ 3:01,19    | 6              |

#### Фигурное катание
Большинство олимпийских лицензий на Игры 2022 года были распределены по результатам выступления спортсменов в рамках чемпионата мира 2021 года. По его итогам сборная Белоруссии смогла завоевать одну квоту в мужском одиночном катании. Ещё одна квота в женском одиночном катании была получена благодаря успешному выступлению на отборочном соревновании Nebelhorn Trophy, где нужно было попасть в число 3-6 сильнейших в зависимости от дисциплины. По итогам соревнований белорусская фигуристка Виктория Сафонова заняла 3-е место, подтвердив квоту.
| Соревнование              | Спортсмены         | Короткая программа | Короткая программа | Произвольная программа | Произвольная программа | Всего        | Всего |
| Соревнование              | Спортсмены         | Сумма баллов       | Место              | Сумма баллов           | Место                  | Сумма баллов | Место |
| ------------------------- | ------------------ | ------------------ | ------------------ | ---------------------- | ---------------------- | ------------ | ----- |
| мужское одиночное катание | Константин Милюков | 78.49              | 21 Q               | 78.54                  | 20                     | 142.24       | 20    |
| женское одиночное катание | Виктория Сафонова  | 61.46              | 17 Q               | 123.37                 | 13                     | 184.83       | 13    |

### Лыжные виды спорта

#### Горнолыжный спорт
Квалификация спортсменов для участия в Олимпийских играх осуществлялась на основании специального квалификационного рейтинга FIS по состоянию на 16 января 2022 года. При этом НОК для участия в Олимпийских играх мог выбрать только того спортсмена, который вошёл в топ-500 олимпийского рейтинга в своей дисциплине, и при этом имел определённое количество очков, согласно квалификационной таблице. Страны, не имеющие участников в числе 500 сильнейших спортсменов, могли претендовать только на квоты категории B в технических дисциплинах. По итогам квалификационного отбора сборная Белоруссии завоевала по одной квоте у мужчин и женщин, но от квоты в мужских соревнованиях отказалась.

#### Женщины
| Соревнование | Спортсмены    | Скоростной спуск/ 1 спуск | Скоростной спуск/ 1 спуск | Слалом/ 2 спуск | Слалом/ 2 спуск | Всего   | Место | Отставание |
| Соревнование | Спортсмены    | Время                     | Место                     | Время           | Место           | Всего   | Место | Отставание |
| ------------ | ------------- | ------------------------- | ------------------------- | --------------- | --------------- | ------- | ----- | ---------- |
| слалом       | Мария Шканова | 54,79                     | 25                        | 53,10           | 11              | 1:47.89 | 20    | +2.91      |

#### Лыжные гонки
Квалификация спортсменов для участия в Олимпийских играх осуществлялась на основании специального квалификационного рейтинга FIS по состоянию на 16 января 2022 года. Для получения олимпийской лицензии категории «A» спортсменам необходимо было набрать определённое количество очков, согласно квалификационной таблице. При этом каждый НОК может заявить на Игры 1 мужчину и 1 женщины, если они выполнили квалификационный критерий «B», по которому они смогут принять участие в спринте и гонках на 10 км для женщин или 15 км для мужчин. По итогам квалификационного отбора сборная Белоруссии завоевала 4 олимпийских лицензий, по 2 у мужчин и женщин.

#### Дистанционные гонки
| Соревнование           | Спортсмены    | Результат | Отставание | Место |
| ---------------------- | ------------- | --------- | ---------- | ----- |
| 30 км свободным стилем | Анна Королёва | DNS       | DNS        | DNS   |

| Соревнование              | Спортсмены        | Результат | Отставание | Место |
| ------------------------- | ----------------- | --------- | ---------- | ----- |
| 15 км классическим стилем | Егор Шпунтов      | 44:05.2   | +6:10.4    | 68    |
| 15 км классическим стилем | Александр Воронов | DNS       | DNS        | DNS   |

##### Спринт
| Соревнование     | Спортсмены                     | Квалификация  | Квалификация  | Четвертьфинал        | Четвертьфинал        | Четвертьфинал        | Полуфинал            | Полуфинал            | Полуфинал            | Финал                 | Финал                 | Итоговое место        |
| Соревнование     | Спортсмены                     | Результат     | Место         | Заезд                | Результат            | Место                | Заезд                | Результат            | Место                | Результат             | Место                 | Итоговое место        |
| ---------------- | ------------------------------ | ------------- | ------------- | -------------------- | -------------------- | -------------------- | -------------------- | -------------------- | -------------------- | --------------------- | --------------------- | --------------------- |
| спринт           | Егор Шпунтов                   | 3:02,17       | 53            | Завершил выступление | Завершил выступление | Завершил выступление | Завершил выступление | Завершил выступление | Завершил выступление | Завершил выступление  | Завершил выступление  | Завершил выступление  |
| спринт           | Александр Воронов              | DNS           | DNS           | DNS                  | DNS                  | DNS                  | DNS                  | DNS                  | DNS                  | DNS                   | DNS                   | DNS                   |
| командный спринт | Егор Шпунтов Александр Воронов | Не проводится | Не проводится | Не проводится        | Не проводится        | Не проводится        | 1                    | 20:34.07             | 6                    | Завершили выступление | Завершили выступление | Завершили выступление |

#### Фристайл
По сравнению с прошлыми Играми в программу были внесены изменения. Добавлены соревнования в биг-эйре среди мужчин и женщин, а также смешанные командные соревнования в акробатике. Квалификация спортсменов для участия в Олимпийских играх осуществлялась на основании специального квалификационного рейтинга FIS по состоянию на 16 января 2022 года. По итогам квалификационного отбора сборная Белоруссии завоевала 6 олимпийских лицензий в акробатике, а после перераспределения квот получила ещё 1 квот в женских соревнованиях по акробатике.
Мужчины
Могул и акробатика
| Соревнование | Спортсмены          | Квалификация 1 | Квалификация 1 | Квалификация 2       | Квалификация 2       | Финал 1              | Финал 1              | Финал 2              | Финал 2              | Итоговое место       |
| Соревнование | Спортсмены          | Очки           | Место          | Очки                 | Место                | Очки                 | Место                | Очки                 | Место                | Итоговое место       |
| ------------ | ------------------- | -------------- | -------------- | -------------------- | -------------------- | -------------------- | -------------------- | -------------------- | -------------------- | -------------------- |
| акробатика   | Станислав Гладченко | 115.49         | 10             | 107.69               | 6                    | 116.29               | 11                   | Завершил выступление | Завершил выступление | 11                   |
| акробатика   | Максим Густик       | 109.74         | 16             | 97.20                | 14                   | Завершил выступление | Завершил выступление | Завершил выступление | Завершил выступление | Завершил выступление |
| акробатика   | Павел Дик           | 106.20         | 18             | 81.45                | 16                   | Завершил выступление | Завершил выступление | Завершил выступление | Завершил выступление | Завершил выступление |
| акробатика   | Макар Митрофанов    | DNS            | DNS            | Завершил выступление | Завершил выступление | Завершил выступление | Завершил выступление | Завершил выступление | Завершил выступление | Завершил выступление |

Женщины
Могул и акробатика
| Соревнование | Спортсмены          | Квалификация 1 | Квалификация 1 | Квалификация 2        | Квалификация 2        | Финал 1               | Финал 1               | Финал 2               | Финал 2               | Итоговое место        |
| Соревнование | Спортсмены          | Очки           | Место          | Очки                  | Место                 | Очки                  | Место                 | Очки                  | Место                 | Итоговое место        |
| ------------ | ------------------- | -------------- | -------------- | --------------------- | --------------------- | --------------------- | --------------------- | --------------------- | --------------------- | --------------------- |
| акробатика   | Анна Гуськова       | 92.00          | 6              | DNS                   | DNS                   | 92.00                 | 6                     | 107.95                | 2                     | 2                     |
| акробатика   | Анастасия Адриянова | 81.58          | 11             | DNS                   | DNS                   | 70.11                 | 12                    | Завершила выступление | Завершила выступление | 12                    |
| акробатика   | Анна Деруго         | 58.59          | 24             | Завершила выступление | Завершила выступление | Завершила выступление | Завершила выступление | Завершила выступление | Завершила выступление | Завершила выступление |

Смешанная команда

| Соревнование      | Спартсмены                                      | Финал 1 | Финал 1 | Финал 2               | Финал 2               |
| Соревнование      | Спартсмены                                      | Очки    | Место   | Очки                  | Место                 |
| ----------------- | ----------------------------------------------- | ------- | ------- | --------------------- | --------------------- |
| смешанная команда | Анна Гуськова Станислав Гладченко Максим Густик | 273.67  | 6       | Завершили выступление | Завершили выступление |